# 大廈 (小說)
《大廈》，是倪匡筆下科幻小說衛斯理系列之一，系列中首度提到四度空間。衛斯理除了要在一棟大廈中尋找失蹤好友小郭的下落以外，還要面對一個行事風格神祕的科學家及一名外號為「鯊魚」的黑社會大頭目。系列編號28，連載於1972年9月22日至1973年1月1日的《明報》。

## 故事概述

### 一座不斷上升的電梯
羅定想購買一個住宅單位，於是他駕車前往一幢新建成的住宅大廈看樓盤。他在大廈地下，從大廈管理員陳毛手上接過二十二樓一個單位的鎖匙，進了升降機，但電梯卻不斷上升，上升了近十五分鐘後，到達了一個居住單位，可是從單位的陽台望出去，卻是灰濛濛一片，單位如飄浮在空中。他十分驚恐，於是急忙乘電梯下樓，駕車慌忙離開，卻開車不久就在通往大廈的路上與另一輛前往大廈的汽車相撞。受了輕傷的羅定於事後向警方講述了他的經過，但无人相信。

### 神秘失蹤
與羅定的汽車相撞的，正是衛斯理好友小郭的汽車。小郭與新婚太太當時正想前往這住宅大廈看樓盤。撞車後小郭夫婦無礙，但打消了購買這大廈單位的念頭。在一次偶然的機會下，小郭向衛斯理講述羅定的經歷，但是衛斯理卻認為羅定的經歷只是他的幻覺。但談論間觸動了小郭的好奇心，於是邀衛斯理一同前往這住宅大廈，試看有沒有出現羅定聲稱遇到的事。二人乘電梯前往大廈二十二樓單位，發覺無論升降機和單位本身並無異樣。當兩人看後離去時，小郭因遺留了手錶在單位，所以去而復返。衛斯理於地下等他，但等了良久，小郭仍未下來，於是衛斯理走樓梯上二十二樓找他，卻沒有發現小郭的蹤影。衛斯理下樓去，見小郭驚慌地駕車走了。

### 一通奇異的電話
衛斯理擔心小郭，於是來到小郭的家，卻發現小郭仍未歸家。直到明天早上，小郭仍未出現。於是衛斯理與郭太太去報警，卻得悉小郭的車子跌入海中。衛斯理到達現場，卻發現車門是關上的，但小郭並不在車內，因此推斷小郭並沒有淹死，只是失蹤。所有人都在努力尋找小郭但不果，衛斯理想到羅定的經歷，於是決定去見他。在談話中，衛斯理發現他有事隱瞞。

### 著手調查大廈的業主
衛斯理走後，開始著手研究那幢大廈。從建築圖樣中，得知大廈電梯的數目，曾因業主的要求，由三部改為一部，並由小郭的偵探事務所的職員，查出業主叫王直義。衛斯理到達他在郊區的住所一座巨大庭園建築「覺非園」並和他作一次交談，卻得不到甚麼資料，不過衛斯理覺得他有事隱瞞。

### 管理員之死
回到偵探事務所後，職員告訴衛斯理大廈管理員陳毛死了。衛斯理趕到那幢大廈，見到陳毛死於天台，而死因是從高處跌下而死。衛斯理想到事情可能和羅定的經歷有關，於是透過傑克上校，找來並盤問羅定。衛斯理在盤問的過程恐嚇羅定，指陳毛的死和他大有關係，但羅定不肯向衛斯理就範。衛斯理肯定他心裡有鬼，於是派人全天候跟蹤羅定，但沒有發現。

### 一通怪電話
此時，郭太太告訴衛斯理，她收到小郭的電話，電話中小郭的聲音變得很慢，他只是說他並不知道他現在身處何方。接著，跟蹤羅定的人向衛斯理報告：羅定一家在覺非園附近野餐，期間羅定曾一個人進出王直義的住所覺非園。衛斯理於是肯定羅定與王直義有一定關係，所以衛斯理假扮王直義的助手約羅定出來。從羅定的說話，衛斯理得知王直義是小郭的失蹤與陳毛之死的關鍵人物，而且也得知王直義曾付錢收買羅定。在最緊張的關頭，王直義出現，於是衛斯理迅速離開。

### 又一次失蹤
第二天，衛斯理得知羅定也失蹤了。於是他聯同傑克上校到覺非園拜訪王直義，但園內只有一個僕人，僕人指王直義於前天已去了檳城。傑克上校認為衛斯理昨晚看到的肯定不是王直義，所以就離開覺非園。衛斯理則留下詢問僕人，突然發現他手持一金屬管子，更發現他其實是一個易了容的年輕人，衛斯理於是逼問他，卻逼得他反抗起來，以硬物擊向衛斯理的後腦。

### 遇襲失明
當衛斯理醒來之際，已經在醫院內，而且因瘀血影響了視覺神經，所以他失明了。白素在旁照顧衛斯理，並提及那金屬管子，原來那僕人沒有帶走它。白素指出那管子十分複雜，而且似是攝影機。之後王直義來見衛斯理，要求衛斯理罷手，但衛斯理不答應。王直義走後，衛斯理把一切告之白素。過了數天，衛斯理進行了雷射光束來消除瘀血的手術，最終衛斯理能夠再次看見東西，但他卻欺騙醫生，使眾人（除了白素）都以為衛斯理手術失敗並永遠失明，衛斯理此舉的目的是為了令王直義以為他失明，使他能佔優勢，但白素卻批評衛斯理此舉。

### 同謀者來訪
衛斯理回到家後，襲擊他的僕人來到，他自稱是韓澤，使衛斯理吃了一驚，因為韓澤是一個數學天才，而衛斯理更想到王直義真正身份就是科學怪傑王季博士。韓澤道出他倆正在做需要龐大資金的一項實驗，而贊助他倆的人不允許他倆張揚。衛斯理逼他道出實驗的內容，但他並沒有說，只是要求衛斯理交出那金屬管子，但衛斯理不肯，於是韓澤走了，走時衛斯理看見他被兩個大漢押走，而其中一個是黑社會頭子「鯊魚」。這令衛斯理十分吃驚，因為那「幕後主使人」竟可指使「鯊魚」這樣的黑社會大頭子去做事。

### 幕後主持人
鯊魚去而復返，來到衛斯理的家，想以金錢收買衛斯理，但衛斯理拒絕了收買，因他只想知道事情的真相，讓鯊魚感到憤怒。鯊魚臨走之時，衛斯理向他表示他想見王直義，於是鯊魚去安排衛斯理和王直義會面。王直義會面時揭穿衛斯理只是假扮失明，但最後仍答應讓衛斯理去見小郭。

### 真相大白
王直義帶衛斯理搭乘座車，直驅那幢大廈，也就是當日小郭和羅定失蹤的那部電梯。衛斯理進入那電梯後，電梯上升了十多分鐘，尚未停下，衛斯理感到十分恐懼。他用隨身攜帶的瑞士小刀，將電梯的牆壁撬開一看，發現許多大型的積體電路，最後電梯停下，衛斯理在四度空間中，完全一模一樣的大廈單位中，見到羅定和小郭，也得知了大部份的事實：原來羅定第一次在電梯遇到怪事後，王直義用十萬元收買了羅定要他保守秘密，但之後羅定多次向王直義要求更多的金錢，最後王直義用大量金錢，要求羅定再進行一次實驗，要求羅定再次乘搭那電梯，但最終使得羅定不能回去。而小郭當日在電梯遇到怪事後，駕車到海旁，想冷靜情緒時，被人擊昏後，再被送到這個空間，是首個被困在這空間的人。而大廈管理員陳毛，亦在一次搭電梯中，被困在此四度空間，他嘗試在陽台跳了下去，結果跌死在大廈天台。而小郭為了離開四度空間，也曾嘗試走樓梯離開，但樓梯卻是走不盡，最後只走到二樓的管理處，剩下仍是無盡的樓梯，再沒法走到地下一樓，最後只能用二樓管理處的電話，打了一通電話聯絡妻子。。

### 神秘的四度空間
衛斯理突然想到四度空間。原來那電梯是一台令時間變慢的機器，而根據愛因斯坦的相對論，時間上變慢了，空間因而增加，所以各人應困在比原本大廈高至少一倍的空間，而陳毛的死是因他跳下去時突破了空間，但因原先存身的大廈在四度空間中，較現實中的大廈為高，令他跌落天台而死。衛斯理從中得到靈感：只要抱著重物跳下去，突破四度空間跌在大廈天台時，就能用重物抵消撞擊力。最終衛斯理拆除單位的洗面台及浴缸等物件，裝在門板上，抱箸它們一同從單位陽台跳下，結果成功突破四度空間的阻隔，而落在大廈天台，未有受傷。

### 重回時間變慢的空間
王直義對於衛斯理能安然脫險感到驚訝，於是把一切告之衛斯理，並讓他進入在電梯機房的實驗室。衛斯理決定再一次到那空間去營救小郭和羅定，於是他向傑克上校要了三具降落傘和三包鉛塊。衛斯理再次到達那空間。三人背上降傘及持穩定落點的鉛塊，成功降落在大廈天台。，但當他們降落天台的一刻，大廈發生大火，事後整幢大廈被焚燬，而王直義和韓澤卻不知所終。

## 故事角色
- 衛斯理

書中主角。因為小郭的失蹤，所以他對王直義的大廈進行追查。其間曾經被人襲擊以致失明。曾在王直義的幫助底下進入了時間變慢的空間見到小郭，但卻無法回到正常的空間，最後成功以「跳樓」方式突破空間。
衛斯理擁有精密的頭腦，曾利用愛因斯坦的「相對論」解釋那個空間是一個時間變慢的空間。
- 白素

衛斯理之妻。在衛斯理失明的數天，照顧著他。
- 羅定

故事中第一位進入另一個空間的人。為了保密，王直義曾用錢收買他，而他卻一而再，再而三地向王直義勒索，於是王直義與他作了一個交易：要他再次進入那個空間。但卻出不到那空間，最後在衛斯理的協助底下，離開那個空間。
- 陳毛

大廈的管理員。曾經進入時間變慢的空間，卻因過度恐懼而跳樓。跳樓墜落途中突破了空間，但最後仍跌死於大廈的天台。此事給了衛斯理靈感，讓衛斯理能離開時間變慢的空間。
- 小郭

大偵探。在獨自乘搭電梯時到達時間變慢的空間，因此感到恐懼。之後在海旁被人襲擊以致昏倒，醒後就一直待在那個空間，曾試圖走樓梯離去，但未能成功，亦曾打過電話給他妻子。最後在衛斯理的協助底下離開那個空間。
- 郭太太

小郭的妻子，原名唐婉兒。因為小郭的失蹤而每天以淚洗臉。曾經在小郭失蹤其間接過他的一個電話。
- 傑克上校

警察。曾參與調查小郭的失蹤與陳毛的死。在衛斯理再次去那時間變慢的空間之前，提供了三具降落傘與三包鉛塊給他。
- 陳圖強

負責設計這幢大廈的建築師。陳對於王直義的要求──只建一電梯在大廈內感奇怪，但沒加追查，只是接受王直義要求。
- 王直義

科學家，原名王季，是愛因斯坦最讚許的人。為了製造出時間變慢的空間，易容改名。目前已製造出進入另一個空間的機器及使無線電波貫通兩個空間。最終因為鉛塊擊穿機房控制室，死於烈火之中。
- 韓澤

王直義的助手，是一個數學天才。為了研究，化妝成王直義的僕人，曾經因逼於無奈襲擊衛斯理，使他失明。最終因為鉛塊擊穿機房控制室，死於烈火之中。
- 「幕後主使人」

未曾於書中出現過，連他的名字與他的身分也不清楚。只知道他擁有很多錢，可以供給王直義和韓澤作研究之用；亦擁有極大權力，可以隨意指使「鯊魚」這般大人物去做一件小事。
- 沙愚

「鯊魚」真名不詳，只知道姓沙。是一個表面上早已收了山，但實際上控制著世界毒品市場的七分之一的黑社會頭子。曾受「幕後主使人」的指使，而來到衛斯理的家收買衛斯理。

## 相關物件

### 可進入四度空間的電梯
這台電梯可將人帶到另一度空間，實際上是一台可令時間變慢的機器，由物理天才王直義和數學天才韓澤製造，原理是通過無線電波速度的減慢，令光速減慢，從而使時間變慢。電梯可令時間變慢十倍，以致人在時間變慢後以為電梯上升的時間變長了。衛斯理曾把固定電梯壁的鋁板鬆開，發現這是一台極其複雜的裝置，有多層的集成電路，足以裝置一座大型電腦。
這台電梯曾經先後把羅定、小郭、陳毛、衛斯理送到另一個空間。電梯初時也曾把人送到另一個空間，而那些人還可以及時退出來。但到後來，卻開始不受控制，把人困在那個空間裡。

### 金屬管子
此金屬管子是韓澤的東西，但衛斯理將之取走。白素曾經研究過，發現構造十分複雜，而且類似攝影機。衛斯理更發現，它的一端有像凸透鏡一樣的玻璃裝置，類似是鏡頭，而其中，有由集積電路合成的無線電控制裝置，像一台小型電腦。韓澤和鯊魚曾先後要求衛斯理交出它，而鯊魚更曾用二百萬美元試圖購買，但未能成功。

## 廣播劇
- 香港電台於1984年以粵語首播《大廈》廣播劇，合共10集。
  - 監製：李安求
  - 配音
    - 李學斌 飾演 衛斯理
    - 車森梅 飾演 白素
    - 區永漢 飾演 羅定
    - 蔡雅各 飾演 郭則清（小郭）
    - 楊麗仙 飾演 唐婉兒（郭太太）
    - 葉世雄 飾演 陳毛
    - 陳炳球 飾演 傑克上校
    - 溫泉　 飾演 王直義
    - 莫家駒 飾演 韓澤
    - 簡偉安 飾演 鯊魚

  - 重溫（页面存档备份，存于）

- 香港商業電台以粵語於1987年星期一至五，每日下午三時正播出《大廈》廣播劇，合共15集。為商台衛斯理廣播劇系列第十二個故事。2022年7月11日至8月3日星期一至五，每日晚上十時三十分至十一時於商業一台重播，並由馮志豐增設劇作簡介和聲音導賞,以懷念作者倪匡離世。
  - 監製：金貴
  - 改編：圓方
  - 配音
    - 朱子聰 飾演 衛斯理
    - 錢佩卿 飾演 白素
    - 楊廣培 飾演 羅定
    - 陳永信 飾演 陳毛
    - 吳忠泰 飾演 郭則清（小郭）
    - 莫佩雯 飾演 唐婉兒（郭太太）
    - 盧雄　 飾演 傑克上校
    - 金貴　 飾演 王直義
    - 馮天衡 飾演 韓澤
    - 黎朝顯 飾演 鯊魚
    - 陳森　 飾演 警官
    - 陳永信 飾演 陳圖強
    - 馬淑逑 飾演 施小姐(陳圖強秘書)
    - 甄錦華 飾演 司機/偵探社職員/李醫生/張全警長（原創角色）
    - 李錦　 飾演 醫生

- 中國內地廣州電台於2004年起以粵語首播衛斯理廣播劇，由主播講出《大廈》故事。
  - 主播:向安神，少爺明
  - 合共21集

## 電視劇
- 新加坡電視台於1998年播放《衛斯理傳奇》的《大廈》，是首套以現代為背景的衛斯理系統電視劇。
  - 演員表 
    - 陶大宇 飾演 衛斯理
    - 鄭惠玉 飾演 白素